# تلویزیون چلسی
شبکه تلویزیون چلسی (به انگلیسی: Chelsea TV) یا چلسی تی‌وی به‌منظور پوشش فعالیت‌ها و مسابقات ورزشی و مخصوص هواداران باشگاه فوتبال چلسی راه‌اندازی شده‌است. شبکه اول این تلویزیون رسماً در اوت ۲۰۰۱ بر روی ماهواره اسکای دیجیتال تأسیس شده‌است